# Liste der Monuments historiques in Viévigne
Die Liste der Monuments historiques in Viévigne führt die Monuments historiques in der französischen Gemeinde Viévigne auf.

## Liste der Objekte
| Bezeichnung                                                          | Beschreibung                                               | Standort                                   | Kennzeichnung | Schutzstatus | Datum | Bild |
| -------------------------------------------------------------------- | ---------------------------------------------------------- | ------------------------------------------ | ------------- | ------------ | ----- | ---- |
| Passionsretabel                                                      | Kalkstein, farbig gefasst, Ende des 15. Jahrhunderts       | in der Kirche Nativité-de-la-Vierge (Lage) | PM21002503    | Classé       | 1907  |      |
| Skulptur Madonna mit Kind                                            | Kalkstein, farbig gefasst, 16. Jahrhundert                 | in der Kirche Nativité-de-la-Vierge (Lage) | PM21002504    | Classé       | 1913  |      |
| Gemälde Reicher Mann und armer Lazarus                               | Ölfarbe auf Leinwand, 17. Jahrhundert; nach Jacopo Bassano | in der Kirche Nativité-de-la-Vierge (Lage) | PM21002505    | Classé       | 1913  |      |
| Skulptur Mater dolorosa                                              | Kalkstein, 16. Jahrhundert                                 | in der Kirche Nativité-de-la-Vierge (Lage) | PM21002506    | Classé       | 1925  |      |
| 12 Gedenktafeln für während des Ersten Weltkriegs gefallene Soldaten | Marmor, bemalt, um 1918                                    | in der Kirche Nativité-de-la-Vierge (Lage) | PM21005169    | Inscrit      | 2017  |      |